# Wallace, Kansas
Wallace là một thành phố thuộc quận Wallace, tiểu bang Kansas, Hoa Kỳ. Năm 2010, dân số của xã này là 57 người.

## Khí hậu
| Dữ liệu khí hậu của Wallace, Kansas, 1991–2020 normals, extremes 1903–present | Dữ liệu khí hậu của Wallace, Kansas, 1991–2020 normals, extremes 1903–present | Dữ liệu khí hậu của Wallace, Kansas, 1991–2020 normals, extremes 1903–present | Dữ liệu khí hậu của Wallace, Kansas, 1991–2020 normals, extremes 1903–present | Dữ liệu khí hậu của Wallace, Kansas, 1991–2020 normals, extremes 1903–present | Dữ liệu khí hậu của Wallace, Kansas, 1991–2020 normals, extremes 1903–present | Dữ liệu khí hậu của Wallace, Kansas, 1991–2020 normals, extremes 1903–present | Dữ liệu khí hậu của Wallace, Kansas, 1991–2020 normals, extremes 1903–present | Dữ liệu khí hậu của Wallace, Kansas, 1991–2020 normals, extremes 1903–present | Dữ liệu khí hậu của Wallace, Kansas, 1991–2020 normals, extremes 1903–present | Dữ liệu khí hậu của Wallace, Kansas, 1991–2020 normals, extremes 1903–present | Dữ liệu khí hậu của Wallace, Kansas, 1991–2020 normals, extremes 1903–present | Dữ liệu khí hậu của Wallace, Kansas, 1991–2020 normals, extremes 1903–present | Dữ liệu khí hậu của Wallace, Kansas, 1991–2020 normals, extremes 1903–present |
| Tháng                                                                         | 1                                                                             | 2                                                                             | 3                                                                             | 4                                                                             | 5                                                                             | 6                                                                             | 7                                                                             | 8                                                                             | 9                                                                             | 10                                                                            | 11                                                                            | 12                                                                            | Năm                                                                           |
| ----------------------------------------------------------------------------- | ----------------------------------------------------------------------------- | ----------------------------------------------------------------------------- | ----------------------------------------------------------------------------- | ----------------------------------------------------------------------------- | ----------------------------------------------------------------------------- | ----------------------------------------------------------------------------- | ----------------------------------------------------------------------------- | ----------------------------------------------------------------------------- | ----------------------------------------------------------------------------- | ----------------------------------------------------------------------------- | ----------------------------------------------------------------------------- | ----------------------------------------------------------------------------- | ----------------------------------------------------------------------------- |
| Cao kỉ lục °F (°C)                                                            | 80 (27)                                                                       | 86 (30)                                                                       | 98 (37)                                                                       | 96 (36)                                                                       | 102 (39)                                                                      | 112 (44)                                                                      | 112 (44)                                                                      | 108 (42)                                                                      | 106 (41)                                                                      | 99 (37)                                                                       | 89 (32)                                                                       | 79 (26)                                                                       | 112 (44)                                                                      |
| Trung bình tối đa °F (°C)                                                     | 69.0 (20.6)                                                                   | 72.3 (22.4)                                                                   | 82.8 (28.2)                                                                   | 89.0 (31.7)                                                                   | 95.4 (35.2)                                                                   | 102.9 (39.4)                                                                  | 104.1 (40.1)                                                                  | 102.4 (39.1)                                                                  | 98.4 (36.9)                                                                   | 90.9 (32.7)                                                                   | 79.5 (26.4)                                                                   | 67.9 (19.9)                                                                   | 105.6 (40.9)                                                                  |
| Trung bình ngày tối đa °F (°C)                                                | 44.6 (7.0)                                                                    | 47.1 (8.4)                                                                    | 57.6 (14.2)                                                                   | 65.7 (18.7)                                                                   | 75.2 (24.0)                                                                   | 86.8 (30.4)                                                                   | 92.1 (33.4)                                                                   | 89.6 (32.0)                                                                   | 81.9 (27.7)                                                                   | 68.7 (20.4)                                                                   | 55.4 (13.0)                                                                   | 45.2 (7.3)                                                                    | 67.5 (19.7)                                                                   |
| Trung bình ngày °F (°C)                                                       | 29.9 (−1.2)                                                                   | 32.3 (0.2)                                                                    | 41.3 (5.2)                                                                    | 50.1 (10.1)                                                                   | 60.5 (15.8)                                                                   | 71.9 (22.2)                                                                   | 77.4 (25.2)                                                                   | 75.0 (23.9)                                                                   | 66.4 (19.1)                                                                   | 52.6 (11.4)                                                                   | 40.0 (4.4)                                                                    | 30.8 (−0.7)                                                                   | 52.4 (11.3)                                                                   |
| Tối thiểu trung bình ngày °F (°C)                                             | 15.3 (−9.3)                                                                   | 17.5 (−8.1)                                                                   | 25.1 (−3.8)                                                                   | 34.6 (1.4)                                                                    | 45.7 (7.6)                                                                    | 57.1 (13.9)                                                                   | 62.6 (17.0)                                                                   | 60.4 (15.8)                                                                   | 51.0 (10.6)                                                                   | 36.6 (2.6)                                                                    | 24.7 (−4.1)                                                                   | 16.4 (−8.7)                                                                   | 37.2 (2.9)                                                                    |
| Trung bình tối thiểu °F (°C)                                                  | −3.4 (−19.7)                                                                  | −0.1 (−17.8)                                                                  | 8.8 (−12.9)                                                                   | 20.7 (−6.3)                                                                   | 31.1 (−0.5)                                                                   | 44.2 (6.8)                                                                    | 53.9 (12.2)                                                                   | 50.6 (10.3)                                                                   | 36.7 (2.6)                                                                    | 20.6 (−6.3)                                                                   | 8.0 (−13.3)                                                                   | −3.4 (−19.7)                                                                  | −8.9 (−22.7)                                                                  |
| Thấp kỉ lục °F (°C)                                                           | −23 (−31)                                                                     | −25 (−32)                                                                     | −10 (−23)                                                                     | 8 (−13)                                                                       | 14 (−10)                                                                      | 32 (0)                                                                        | 42 (6)                                                                        | 37 (3)                                                                        | 23 (−5)                                                                       | 2 (−17)                                                                       | −6 (−21)                                                                      | −22 (−30)                                                                     | −25 (−32)                                                                     |
| Lượng Giáng thủy trung bình inches (mm)                                       | 0.37 (9.4)                                                                    | 0.54 (14)                                                                     | 0.97 (25)                                                                     | 1.79 (45)                                                                     | 2.88 (73)                                                                     | 2.65 (67)                                                                     | 3.93 (100)                                                                    | 3.49 (89)                                                                     | 1.52 (39)                                                                     | 1.49 (38)                                                                     | 0.55 (14)                                                                     | 0.55 (14)                                                                     | 20.73 (527.4)                                                                 |
| Lượng tuyết rơi trung bình inches (cm)                                        | 2.9 (7.4)                                                                     | 5.4 (14)                                                                      | 3.1 (7.9)                                                                     | 1.8 (4.6)                                                                     | 1.0 (2.5)                                                                     | 0.0 (0.0)                                                                     | 0.0 (0.0)                                                                     | 0.0 (0.0)                                                                     | 0.0 (0.0)                                                                     | 0.9 (2.3)                                                                     | 2.7 (6.9)                                                                     | 5.4 (14)                                                                      | 23.2 (59.6)                                                                   |
| Số ngày giáng thủy trung bình (≥ 0.01 in)                                     | 3.5                                                                           | 4.5                                                                           | 4.8                                                                           | 7.2                                                                           | 8.8                                                                           | 8.0                                                                           | 8.2                                                                           | 8.3                                                                           | 5.6                                                                           | 5.2                                                                           | 3.1                                                                           | 4.3                                                                           | 71.5                                                                          |
| Số ngày tuyết rơi trung bình (≥ 0.1 in)                                       | 2.6                                                                           | 3.6                                                                           | 2.2                                                                           | 1.2                                                                           | 0.1                                                                           | 0.0                                                                           | 0.0                                                                           | 0.0                                                                           | 0.0                                                                           | 0.7                                                                           | 1.7                                                                           | 3.3                                                                           | 15.4                                                                          |
| Nguồn 1: NOAA                                                                 |                                                                               |                                                                               |                                                                               |                                                                               |                                                                               |                                                                               |                                                                               |                                                                               |                                                                               |                                                                               |                                                                               |                                                                               |                                                                               |
| Nguồn 2: National Weather Service                                             |                                                                               |                                                                               |                                                                               |                                                                               |                                                                               |                                                                               |                                                                               |                                                                               |                                                                               |                                                                               |                                                                               |                                                                               |                                                                               |